# Nsok
Nsok är en ort i Ekvatorialguinea.   Den ligger i provinsen Provincia de Wele-Nzas, i den sydöstra delen av landet, 400 km sydost om huvudstaden Malabo. Nsok ligger 552 meter över havet och antalet invånare är 3 769.
Terrängen runt Nsok är kuperad norrut, men söderut är den platt. Runt Nsok är det mycket glesbefolkat, med 7 invånare per kvadratkilometer. Det finns inga andra samhällen i närheten. I omgivningarna runt Nsok växer i huvudsak städsegrön lövskog.